# دیگر صدای گیتار را نمی‌شنوم
دیگر صدای گیتار را نمی‌شنوم (فرانسوی: J'entends plus la guitare‎) یک فیلم درام نیمه‌زندگی‌نامه‌ای به کارگردانی فیلیپ گارل محصول سال ۱۹۹۱ سینمای فرانسه است. از بازیگران آن می‌توان به آنوک گرینبرگ، بریژیت سی، یوهانا تر اشتیخه، و میری پریه اشاره کرد.
فیلم در چهل و هشتمین جشنواره فیلم ونیز موفق به دریافت شیر نقره‌ای شد.